# Felice Mariani (judoka)
Felice Mariani (ur. 8 lipca 1954 w Rzymie) – włoski judoka. Dwukrotny olimpijczyk. Brązowy medalista z Montrealu 1976 i piąty w Los Angeles 1984. Startował w wadze lekkiej i ekstralekkiej.
Zdobył brązowy medal mistrzostw świata w 1975, 1979 i 1981. Uczestnik zawodów w 1983 roku. Mistrz Europy w 1978, 1979, 1980; srebrny w 1984, a także trzeci w drużynie w 1979. Triumfator igrzysk śródziemnomorskich w 1979 i 1983; drugi w 1975. Wicemistrz akademickich MŚ w 1974. Zdobył cztery medale na MŚ wojskowych, w tym złoty w 1976, 1981 i 1982 roku.

## Letnie Igrzyska Olimpijskie 1976
| Konkurencja | Eliminacje             | Eliminacje               | Eliminacje            | Finały                  | Finały                 | Klas. końcowa |
| Konkurencja | Przeciwnik I           | Przeciwnik II            | Przeciwnik III        | Półfinał                | o 3. miejsce           | Miejsce       |
| ----------- | ---------------------- | ------------------------ | --------------------- | ----------------------- | ---------------------- | ------------- |
| 63 kg       | Oleg Zurabiani (USR) Z | Connie Alexander (GBR) Z | Yves Delvingt (FRA) Z | Chang Eun-kyung (KOR) P | Erich Pointner (AUT) Z | 3.            |

## Letnie Igrzyska Olimpijskie 1984
| Konkurencja | Eliminacje                  | Eliminacje              | Repasaże               | Repasaże               | Klas. końcowa |
| Konkurencja | Przeciwnik I                | Przeciwnik II           | Przeciwnik I           | Przeciwnik II          | Miejsce       |
| ----------- | --------------------------- | ----------------------- | ---------------------- | ---------------------- | ------------- |
| 60 kg       | Abdel Hamid Slimani (MAR) Z | Shinji Hosokawa (JPN) p | Luiz Shinohara (BRA) Z | Neil Eckersley (GBR) p | 5.            |